# دنی نویل
دنی نویل (هلندی: Denis Neville؛ ۶ مهٔ ۱۹۱۵ – ۱۱ ژانویهٔ ۱۹۹۵) یک بازیکن فوتبال اهل بریتانیا بود.